# Neolissochilus vittatus
Neolissochilus vittatus är en fiskart som först beskrevs av Smith, 1945.  Neolissochilus vittatus ingår i släktet Neolissochilus och familjen karpfiskar. IUCN kategoriserar arten globalt som livskraftig. Inga underarter finns listade i Catalogue of Life.